# Ferenc Salmayer
Ferenc Istvan Salmayer (* 31. Oktober 1946 in Budapest, Ungarn; † 2024) war ein deutscher Tänzer, Choreograf und künstlerischer Leiter des Deutschen Fernsehballetts des MDR.

## Leben
Salmayer wuchs in Ungarns Hauptstadt auf, wo er eine klassische Tanzausbildung erhielt, ehe er sein erstes Engagement am Nationaltheater Szeged (Ungarn) antrat. 1968 wurde er an das Theater der Bergarbeiter Senftenberg (DDR) berufen, wo er ein Jahr lang tanzte.
Von 1968 bis 1971 war Ferenc Salmayer Tänzer im bekannten Ballett des Friedrichstadtpalasts in Ost-Berlin. Von dort aus wurde er in das Ensemble des Fernsehballetts des DDR-Fernsehens aufgenommen, wo er bis 1985 als Solist tanzte. Im Anschluss an seine aktive Tänzerlaufbahn wurde er dort neben Emöke Pöstenyi Choreograf. Neben ihr führte er die Tanzkompagnie durch die ungewissenen Zeiten der Wende 1989. Gemeinsam mit ihr prägte Salmayer das Profil des heutigen Fernsehballetts. Im Jahre 2002 wurde er Pöstenyis Nachfolger als künstlerischer Leiter und Chefchoreograf des Dt. Fernsehballetts des MDR. Es entstanden Choreografien für alle großen deutschen Unterhaltungsshow in ARD, ZDF und MDR (u. a. Melodien für Millionen, Feste der Volksmusik, José Carreras Gala, Krone der Volksmusik und Musikantenstadl). Dabei hat er im Laufe der Jahre mit vielen prominenten Künstlern zusammengearbeitet – so etwa mit Caterina Valente, Wencke Myhre, Dagmar Frederic, Florian Silbereisen und Marlène Charell. Neben den Unterhaltungsshow entwarf er auch Choreografien für die MDR-Tanzfilmreihe Tanz auf dem Vulkan und den ARD-Tatort Bei Auftritt Mord. 2008 und 2009 organisierte er den künstlerischen Ablauf der Fernsehballett-Tourneen World of Dance und Tanzpalast.
Er hat zwei Söhne und war mit der ehemaligen Tänzerin Martina Salmayer verheiratet, die auch seine Assistentin war.